# ال روسی
ال روسی (انگلیسی: Al Rossi؛ زادهٔ june ۲۰, ۱۹۳۱ (۹۳ سال)) ورزشکار روئینگ اهل ایالات متحده آمریکا است.
وی در مسابقات کشوری و بین‌المللی در مجموع برندهٔ ۱ مدال برنز شده‌است.